# Gillette (cantora)
Sandra Gillette (também conhecida como Sandra G Harris e Sandra Navarro Gillette) (Nova Jérsia, 16 de Setembro de 1974), conhecida como Gillette, é uma ex-artista dance music que fez sucesso na década de 1990 com hits como “Short Dick Man” e “Mr. Personality”. Suas músicas eram produzidas pelo grupo 20 Fingers, conhecidos por músicas eróticas como “Lick It” (apresentando a cantora Roula).

## Início da vida
Ela nasceu em Nova Jersey nos Estados Unidos, filha de mãe porto-riquenha e pai mexicano. Cresceu em Chicago e Houston, cantando e fazendo Rap o seu caminho através dos anos 1990. Sandra Gillette formou-se na Romeoville High School, em 1992.

## Carreira musical
Gillette é mais conhecida pelo seu hit dance "Short Dick Man" e "Mr. Personality", do álbum dela de 1994, "On the Attack". Em 1996, ela lançou seu segundo álbum, Shake Your Money Maker. Para ser permitido para rádios "Short Dick Man" foi lançado intitulado como "Short Short Man" com o título censurado. Seus produtores, 20 Fingers, estavam encarregados de alguns de seus maiores sucessos.
Em 1994, a música  "Short Dick Man" fez parte da trilha sonora da novela Quatro por Quatro, da Rede Globo. Em 1995, ela veio ao Brasil divulgar o single no programa infantil Xuxa Hits.
Ela esteve no elenco de vários filmes independentes, e em 2004, ela co-fundou um grupo de Cabaret chamado Peekaboo Revue. Depois de um ano de apresentações, o grupo acabou por seguir seus próprios caminhos.

## Álbuns
- 1994: On the Attack
- 1996: Shake Your Money Maker
- 2000: Did I Say That?

### Singles e EPs
- 1994: "Short Dick Man"
- 1995: "You're a Dog"
- 1995: "Mr. Personality"
- 1995: "Ugly"
- 1996: "Do Fries Go with That Shake?"
- 1996: "Bounce"
- 1997: "Shake Your Money Maker"
- 2000: "Sex Tonight"